# Ліхтман Зоя Юхимівна
Зоя Юхимівна Лі́хтман (22 лютого 1919, Фастів — 11 січня  2002, Київ) — українська піаністка, концертмейстер та педагог, доцент з 1961 року. Дипломантка Всесоюзного конкурсу музикантів-виконавців (Москва, 1938).

## Біографія
Народилась 22 лютого 1919 року у містечку Фастові (нині місто Київської області, Україна). Протягом 1935—1940 років навчалась у Київській консерваторії у класі Костянтина Михайлова.
У 1941—1950 роках — концертмейстер вокального факультету Київської консерваторії, де працювала в класах Клари Брун-Каміонської, Марії Донець-Тессейр, Доментвя Євтушенка, Івана Паторжинського (під час евакуації консерваторії у 1941—1943 роках була солісткою Саратовської філармонії в РРСФР); у 1950—2001 роках — там же викладач камерного співу. Заснувала на кафедрі студентське наукове товариство та разом із Галиною Сухоруковою проводила лекції-концерти з творів сучасних композиторів. Володіла інструментальною методикою навчання співаків. Готувала студентів-вокалістів до всесоюзних і міжнародних конкурсів, виступала на них як концертмейстер, нагороджена численними грамотами й дипломами. Серед учнів:
- народні артисти СРСР: Микола Кондратюк, Анатолій Кочерга, Діана Петриненко;
- народні артисти Української РСР: Григорій Грицюк, Євдокія Колесник, Валентина Кочур, Валентин Пивоваров, Микола Полуденний;
- народні артисти України: Михайло Дідик, Тарас Штонда, Валентина Антонюк;
- заслужені артисти Української РСР: Петро Коваль, Галина Сухорукова, Іван Чайченко;
- заслужені артисти України: Елла Акритова, Тетяна Кузьмінова;
- народні артисти РРСФР: Ірина Масленникова, Леокадія Масленникова, Вероніка Борисенко;
- заслужений артист Білоруської РСР Людмила Колос;
- інші: Любов Кнорозок.

Померла у Києві 11 січня  2002 року.

## Творчість
Авторка вокальних еквіритмічних перекладів на українську мову текстів арій і романсів іноземних композиторів, багатьох методичних праць. Серед них:
- «Избранные романсы украинских композиторов: Проба исполнительского анализа» (1970);
- «О работе в классах камерного пения консерватории» // Зі спадщини майстрів: Науковий вісник Національної музичної академії України. 2003. Книга 1;
- «Из воспоминаний» // Науковий вісник Національної музичної академії України. 2013. Випуск 101.

Як концертмейстер брала участь у прем'єрних виконаннях низки пісень і романсів Юлія Мейтуса, Андрія Штогаренка, Георгія Майбороди, Михайла Жербіна, Віталія Губаренка.
Мала записи на Українському радіо та грамофонних платівках як концертмейстер вокалістів.

## Вшанування

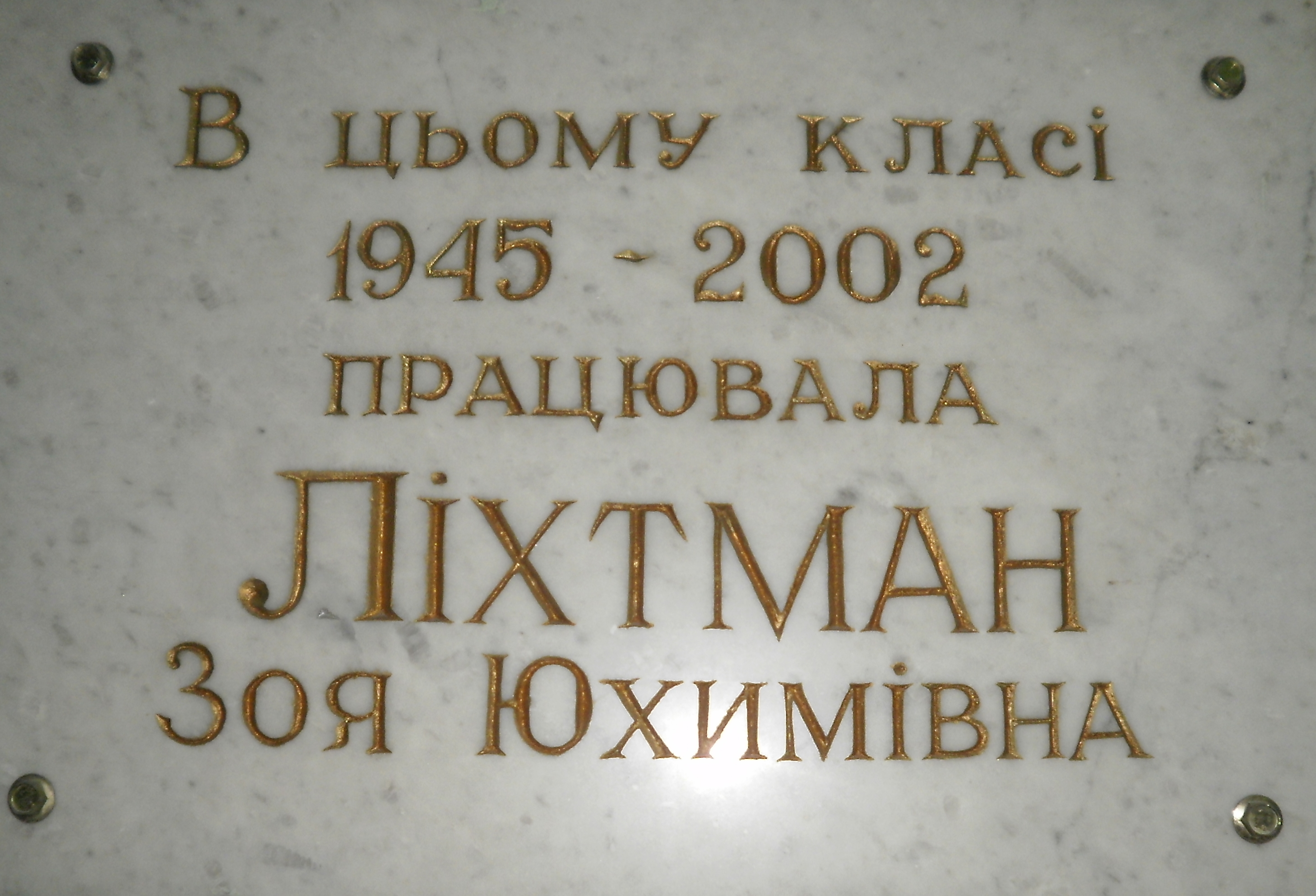
Меморіальна дошка.

У Києві, в будівлі Національної музичної академії України імені Петра Чайковського на вулиці Архітектор Городецького, № 1—3, біля аудиторії № 32, їй встановлена мармурова меморіальна дошка.